# 宍戸信哉
宍戸 信哉（ししど しんや、1948年9月29日 - ）は、日本の団体職員。住宅債権管理回収機構代表取締役社長や、住宅金融支援機構理事長等を務めた。

## 人物・経歴
宮城県生まれ。1971年東北学院大学法学部卒業、住宅金融公庫入庫。1990年総務部広報課長。1998年情報システム部長。2000年企画部長、2001年大阪支店長。2003年理事に昇格。2007年エイチ・ジイ・エス専務取締役。同年住宅債権管理回収機構代表取締役社長。2011年から第2代住宅金融支援機構理事長を務め、フラット35に加え、2012年に東北支店東北復興支援室を新設するなど、東日本大震災の復興支援などにもあたった。2015年学校法人東北学院評議委員。2016年エスクロー・エージェント・ジャパン取締役。